# Liste des frontières internationales
Voici recensées les frontières actuelles[Quand ?] entre pays, qu'elles soient terrestres, maritimes ou une combinaison des deux. Pour les frontières historiques, voir les articles individuels des frontières de chaque pays.

## Liste

### A
- Afghanistan :
  - Terrestres :
    - Chine
    - Iran
    - Ouzbékistan
    - Pakistan
    - Tadjikistan
    - Turkménistan

- Afrique du Sud :
  - Terrestres :
    - Botswana
    - Lesotho
    - Eswatini
    - Zimbabwe

  - Terrestres et maritimes :
    - Mozambique
    - Namibie

- Albanie :
  - Terrestres :
    - Macédoine du Nord
    - Kosovo

  - Terrestres et maritimes :
    - Grèce
    - Monténégro

  - Maritimes :
    - Italie

- Algérie :
  - Terrestres :
    - Libye
    - Mali
    - Mauritanie
    - Niger
    - Sahara occidental

  - Terrestres et maritimes :
    - Maroc
    - Tunisie

  - Maritimes :
    - Espagne
    - France
    - Italie

- Allemagne :
  - Terrestres :
    - Autriche
    - Belgique
    - France
    - Luxembourg
    - République tchèque
    - Suisse

  - Terrestres et maritimes :
    - Danemark
    - Pays-Bas
    - Pologne

  - Maritimes :
    - Royaume-Uni
    - Suède

- Andorre :
  - Terrestres :
    - Espagne
    - France

- Angola :
  - Terrestres :
    - Zambie

  - Terrestres et maritimes :
    - Namibie
    - République démocratique du Congo
    - République du Congo

  - Maritimes :
    - Gabon

- Antigua-et-Barbuda :
  - Maritimes :
    - Royaume-Uni
    - Saint-Christophe-et-Niévès

- Arabie saoudite :
  - Terrestres :
    - Irak
    - Oman

  - Terrestres et maritimes :
    - Émirats arabes unis
    - Jordanie
    - Koweït
    - Qatar
    - Yémen

  - Maritimes :
    - Bahreïn
    - Égypte
    - Érythrée
    - Iran
    - Soudan

- Argentine :
  - Terrestres :
    - Bolivie
    - Brésil
    - Paraguay

  - Terrestres et maritimes :
    - Chili
    - Uruguay

  - Maritimes :
    - Royaume-Uni

- Arménie :
  - Terrestres :
    - Azerbaïdjan
    - Géorgie
    - Iran
    - Turquie

- Australie :
  - Maritimes :
    - France
    - Indonésie
    - Nouvelle-Zélande
    - Papouasie-Nouvelle-Guinée
    - Salomon
    - Timor oriental

- Autriche :
  - Terrestres :
    - Allemagne
    - Hongrie
    - Italie
    - Liechtenstein
    - République tchèque
    - Slovaquie
    - Slovénie
    - Suisse

- Azerbaïdjan :
  - Terrestres :
    - Arménie
    - Géorgie
    - Iran
    - Russie
    - Turquie

### B
- Bahamas :
  - Maritimes :
    - Cuba
    - États-Unis
    - Haïti
    - Royaume-Uni

- Bahreïn :
  - Maritimes :
    - Arabie saoudite
    - Iran
    - Qatar

- Bangladesh :
  - Terrestres et maritimes :
    - Birmanie
    - Inde

- Barbade :
  - Maritimes :
    - Guyana
    - Sainte-Lucie
    - Saint-Vincent-et-les-Grenadines
    - Trinité-et-Tobago

- Belgique :
  - Terrestres :
    - Allemagne
    - Luxembourg

  - Terrestres et maritimes :
    - France
    - Pays-Bas

  - Maritimes :
    - Royaume-Uni

- Belize :
  - Terrestres et maritimes :
    - Guatemala
    - Mexique

  - Maritimes :
    - Honduras

- Bénin :
  - Terrestres :
    - Burkina Faso
    - Niger

  - Terrestres et maritimes :
    - Nigeria
    - Togo

- Bhoutan :
  - Terrestres :
    - Chine
    - Inde

- Biélorussie :
  - Terrestres :
    - Lettonie
    - Lituanie
    - Pologne
    - Russie
    - Ukraine

- Birmanie :
  - Terrestres :
    - Chine
    - Laos

  - Terrestres et maritimes :
    - Bangladesh
    - Inde
    - Thaïlande

- Bolivie :
  - Terrestres :
    - Argentine
    - Brésil
    - Chili
    - Paraguay
    - Pérou

- Bosnie-Herzégovine :
  - Terrestres :
    - Monténégro
    - Serbie

  - Terrestres et maritimes :
    - Croatie

- Botswana :
  - Terrestres :
    - Afrique du Sud
    - Namibie
    - Zambie
    - Zimbabwe

- Brésil :
  - Terrestres :
    - Argentine
    - Bolivie
    - Colombie
    - Guyana
    - Paraguay
    - Pérou
    - Suriname
    - Venezuela

  - Terrestres et maritimes :
    - France
    - Uruguay

- Brunei :
  - Terrestres et maritimes :
    - Malaisie

- Bulgarie :
  - Terrestres :
    - Grèce
    - Macédoine du Nord
    - Serbie

  - Terrestres et maritimes :
    - Roumanie
    - Turquie

- Burkina Faso :
  - Terrestres :
    - Bénin
    - Côte d'Ivoire
    - Ghana
    - Mali
    - Niger
    - Togo

- Burundi :
  - Terrestres :
    - République démocratique du Congo
    - Rwanda
    - Tanzanie

### C
- Cambodge :
  - Terrestres :
    - Laos

  - Terrestres et maritimes :
    - Thaïlande
    - Viêt Nam

- Cameroun :
  - Terrestres :
    - Gabon
    - République du Congo
    - Tchad

  - Terrestres et maritimes :
    - Guinée équatoriale
    - Nigeria

- Canada :
  - Terrestres et maritimes :
    - Danemark
    - États-Unis

  - Maritimes :
    - France

- Cap-Vert :
  - Maritimes :
    - Gambie
    - Mauritanie
    - Sénégal

- Chili :
  - Terrestres :
    - Bolivie

  - Terrestres et maritimes :
    - Argentine
    - Pérou

- République populaire de Chine :
  - Terrestres :
    - Afghanistan
    - Bhoutan
    - Birmanie
    - Inde
    - Kazakhstan
    - Kirghizistan
    - Laos
    - Mongolie
    - Népal
    - Pakistan
    - Russie
    - Tadjikistan

  - Terrestres et maritimes :
    - Corée du Nord
    - Viêt Nam

  - Maritimes :
    - Corée du Sud
    - Japon
    - Philippines

- Chypre :
  - Terrestres et maritimes :
    - Royaume-Uni

  - Maritimes :
    - Égypte
    - Israël
    - Liban
    - Syrie
    - Turquie

- Colombie :
  - Terrestres :
    - Brésil

  - Terrestres et maritimes :
    - Équateur
    - Panamá
    - Pérou
    - Venezuela

  - Maritimes :
    - Costa Rica
    - Haïti
    - Honduras
    - Jamaïque
    - Nicaragua
    - République dominicaine

- Comores :
  - Maritimes :
    - France
    - Madagascar
    - Mozambique
    - Seychelles
    - Tanzanie

- Corée du Nord :
  - Terrestres et maritimes :
    - Chine
    - Corée du Sud
    - Russie

- Corée du Sud :
  - Terrestres et maritimes :
    - Corée du Nord

  - Maritimes :
    - Chine
    - Japon

- Costa Rica :
  - Terrestres et maritimes :
    - Nicaragua
    - Panamá

  - Maritimes :
    - Colombie
    - Équateur

- Côte d'Ivoire :
  - Terrestres :
    - Burkina Faso
    - Guinée
    - Mali

  - Terrestres et maritimes :
    - Ghana
    - Libéria

- Croatie :
  - Terrestres :
    - Hongrie
    - Serbie

  - Terrestres et maritimes :
    - Bosnie-Herzégovine
    - Monténégro
    - Slovénie

  - Maritimes :
    - Italie

- Cuba :
  - Maritimes :
    - Bahamas
    - États-Unis
    - Haïti
    - Honduras
    - Jamaïque
    - Mexique
    - Royaume-Uni

### D
- Danemark :
  - Terrestres et maritimes :
    - Allemagne
    - Canada

  - Maritimes :
    - Islande
    - Norvège
    - Pologne
    - Royaume-Uni
    - Suède

- Djibouti :
  - Terrestres :
    - Éthiopie

  - Terrestres et maritimes :
    - Érythrée
    - Somalie

  - Maritimes :
    - Yémen

- Dominique :
  - Maritimes :
    - France
    - Venezuela

### E
- Égypte :
  - Terrestres et maritimes :
    - Israël
    - Libye
    - Soudan

  - Maritimes :
    - Arabie Saoudite
    - Chypre
    - Grèce
    - Jordanie

- Émirats arabes unis :
  - Terrestres et maritimes :
    - Arabie saoudite
    - Oman

  - Maritimes :
    - Iran
    - Qatar

- Équateur :
  - Terrestres et maritimes :
    - Colombie
    - Pérou

  - Maritimes :
    - Costa Rica

- Érythrée :
  - Terrestres :
    - Éthiopie

  - Terrestres et maritimes :
    - Djibouti
    - Soudan

  - Maritimes :
    - Arabie saoudite
    - Yémen

- Espagne :
  - Terrestres :
    - Andorre

  - Terrestres et maritimes :
    - France
    - Maroc
    - Portugal
    - Royaume-Uni

  - Maritimes :
    - Algérie
    - Italie

- Estonie :
  - Terrestres et maritimes :
    - Lettonie
    - Russie

  - Maritimes :
    - Finlande
    - Suède

- États-Unis :
  - Terrestres et maritimes :
    - Canada
    - Mexique

  - Maritimes :
    - Bahamas
    - Cuba
    - Haïti
    - Japon
    - Kiribati
    - Îles Marshall
    - Micronésie
    - République dominicaine
    - Royaume-Uni
    - Russie
    - Samoa
    - Tonga
    - Venezuela

- Éthiopie :
  - Terrestres :
    - Djibouti
    - Érythrée
    - Kenya
    - Somalie
    - Soudan
    - Soudan du Sud

- Eswatini :
  - Terrestres :
    - Afrique du Sud
    - Mozambique

### F
- Fidji :
  - Maritimes :
    - France
    - Salomon
    - Tonga
    - Tuvalu
    - Vanuatu

- Finlande :
  - Terrestres :
    - Norvège

  - Terrestres et maritimes :
    - Russie
    - Suède

  - Maritimes :
    - Estonie

- France :
  - Terrestres :
    - Allemagne
    - Andorre
    - Luxembourg
    - Suisse

  - Terrestres et maritimes :
    - Belgique
    - Brésil[1]
    - Espagne
    - Italie
    - Monaco
    - Pays-Bas[2]
    - Royaume-Uni[3]
    - Suriname[1]

  - Maritimes :
    - Australie
    - Canada
    - Comores
    - Dominique
    - Fidji
    - Kiribati
    - Madagascar
    - Maurice
    - Nouvelle-Zélande
    - Sainte-Lucie
    - Salomon
    - Samoa
    - Seychelles
    - Tonga
    - Vanuatu
    - Venezuela

### G
- Gabon :
  - Terrestres :
    - Cameroun
    - Guinée équatoriale
    - République du Congo

  - Maritimes :
    - Angola
    - Sao Tomé-et-Principe

- Gambie :
  - Terrestres et maritimes :
    - Sénégal

  - Maritimes :
    - Cap-Vert

- Géorgie] :
  - Terrestres :
    - Arménie
    - Azerbaïdjan

  - Terrestres et maritimes :
    - Russie
    - Turquie

- Ghana :
  - Terrestres :
    - Burkina Faso

  - Terrestres et maritimes :
    - Côte d'Ivoire
    - Togo

- Grèce :
  - Terrestres :
    - Bulgarie
    - Macédoine du Nord

  - Terrestres et maritimes :
    - Albanie
    - Turquie

  - Maritimes :
    - Égypte
    - Italie
    - Libye

- Grenade :
  - Maritimes :
    - Saint-Vincent-et-les-Grenadines
    - Trinité-et-Tobago
    - Venezuela

- Guatemala :
  - Terrestres et maritimes :
    - Belize
    - Honduras
    - Mexique
    - Salvador

- Guinée :
  - Terrestres :
    - Côte d'Ivoire
    - Libéria
    - Mali
    - Sénégal

  - Terrestres et maritimes :
    - Guinée-Bissau
    - Sierra Leone

- Guinée équatoriale :
  - Terrestres :
    - Gabon

  - Terrestres et maritimes :
    - Cameroun

  - Maritimes :
    - Sao Tomé-et-Principe

- Guinée-Bissau :
  - Terrestres et maritimes :
    - Guinée
    - Sénégal

- Guyana :
  - Terrestres :
    - Brésil

  - Terrestres et maritimes :
    - Suriname
    - Venezuela

  - Maritimes :
    - Barbade
    - Trinité-et-Tobago

### H
- Haïti :
  - Terrestres et maritimes :
    - République dominicaine

  - Maritimes :
    - Bahamas
    - Colombie
    - Cuba
    - États-Unis
    - Jamaïque

- Honduras :
  - Terrestres et maritimes :
    - Guatemala
    - Nicaragua
    - Salvador

  - Maritimes :
    - Belize
    - Colombie
    - Cuba
    - Jamaïque
    - Mexique

- Hongrie :
  - Terrestres :
    - Autriche
    - Croatie
    - Roumanie
    - Serbie
    - Slovaquie
    - Slovénie
    - Ukraine

### I
- Inde :
  - Terrestres :
    - Bhoutan
    - Chine
    - Népal

  - Terrestres et maritimes :
    - Bangladesh
    - Birmanie
    - Pakistan

  - Maritimes :
    - Indonésie
    - Maldives
    - Sri Lanka
    - Thaïlande

- Indonésie :
  - Terrestres et maritimes :
    - Malaisie
    - Papouasie-Nouvelle-Guinée
    - Timor oriental

  - Maritimes :
    - Australie
    - Inde
    - Palaos
    - Philippines
    - Singapour
    - Thaïlande
    - Viêt Nam

- Irak :
  - Terrestres :
    - Arabie saoudite
    - Jordanie
    - Syrie
    - Turquie

  - Terrestres et maritimes :
    - Iran
    - Koweït

- Iran :
  - Terrestres :
    - Afghanistan
    - Arménie
    - Azerbaïdjan
    - Turkménistan
    - Turquie

  - Terrestres et maritimes :
    - Irak
    - Pakistan

  - Maritimes :
    - Arabie saoudite
    - Bahreïn
    - Émirats arabes unis
    - Koweït
    - Oman
    - Qatar

- Irlande :
  - Terrestres et maritimes :
    - Royaume-Uni

- Islande :
  - Maritimes :
    - Danemark
    - Norvège

- Israël :
  - Terrestres :
    - Jordanie
    - Syrie

  - Terrestres et maritimes :
    - Égypte
    - Liban

  - Maritimes :
    - Chypre

- Italie :
  - Terrestres :
    - Autriche
    - Saint-Marin
    - Suisse
    - Vatican

  - Terrestres et maritimes :
    - France
    - Slovénie

  - Maritimes :
    - Albanie
    - Algérie
    - Croatie
    - Espagne
    - Grèce
    - Libye
    - Malte
    - Monténégro
    - Tunisie

### J
- Jamaïque :
  - Maritimes :
    - Colombie
    - Cuba
    - Haïti
    - Honduras
    - Royaume-Uni

- Japon :
  - Maritimes :
    - Chine
    - Corée du Sud
    - États-Unis
    - Philippines
    - Russie
    - Taïwan

- Jordanie :
  - Terrestres :
    - Irak
    - Israël
    - Syrie

  - Terrestres et maritimes :
    - Arabie saoudite

  - Maritimes :
    - Égypte

### K
- Kazakhstan :
  - Terrestres :
    - Chine
    - Kirghizistan
    - Ouzbékistan
    - Russie
    - Turkménistan

- Kenya :
  - Terrestres :
    - Éthiopie
    - Ouganda
    - Soudan du Sud

  - Terrestres et maritimes :
    - Somalie
    - Tanzanie

- Kirghizistan :
  - Terrestres :
    - Chine
    - Kazakhstan
    - Ouzbékistan
    - Tadjikistan

- Kiribati :
  - Maritimes :
    - États-Unis
    - France
    - Îles Marshall
    - Nauru
    - Nouvelle-Zélande
    - Tuvalu

- Koweït :
  - Terrestres et maritimes :
    - Arabie saoudite
    - Irak

  - Maritimes :
    - Iran

### L
- Laos :
  - Terrestres :
    - Birmanie
    - Cambodge
    - Chine
    - Thaïlande
    - Viêt Nam

- Lesotho :
  - Terrestres :
    - Afrique du Sud

- Lettonie :
  - Terrestres :
    - Biélorussie
    - Russie

  - Terrestres et maritimes :
    - Estonie
    - Lituanie

  - Maritimes :
    - Suède

- Liban :
  - Terrestres :
    - Syrie

  - Terrestres et maritimes :
    - Israël

  - Maritimes :
    - Chypre

- Liberia :
  - Terrestres :
    - Guinée

  - Terrestres et maritimes :
    - Côte d'Ivoire
    - Sierra Leone

- Libye :
  - Terrestres :
    - Algérie
    - Niger
    - Soudan
    - Tchad

  - Terrestres et maritimes :
    - Égypte
    - Tunisie

  - Maritimes :
    - Grèce
    - Italie
    - Malte

- Liechtenstein :
  - Terrestres :
    - Autriche
    - Suisse

- Lituanie :
  - Terrestres :
    - Biélorussie
    - Pologne

  - Terrestres et maritimes :
    - Lettonie
    - Russie

  - Maritimes :
    - Suède

- Luxembourg :
  - Terrestres :
    - Allemagne
    - Belgique
    - France

### M
- Macédoine du Nord :
  - Terrestres :
    - Albanie
    - Bulgarie
    - Grèce
    - Serbie

- Madagascar :
  - Maritimes :
    - Comores
    - France
    - Mozambique
    - Seychelles

- Malaisie :
  - Terrestres et maritimes :
    - Brunei
    - Indonésie
    - Thaïlande

  - Maritimes :
    - Philippines
    - Singapour
    - Viêt Nam

- Malawi :
  - Terrestres :
    - Mozambique
    - Tanzanie
    - Zambie

- Maldives :
  - Maritimes :
    - Inde
    - Royaume-Uni
    - Sri Lanka

- Mali :
  - Terrestres :
    - Algérie
    - Burkina Faso
    - Côte d'Ivoire
    - Guinée
    - Mauritanie
    - Niger
    - Sénégal

- Malte :
  - Maritimes :
    - Italie
    - Libye
    - Tunisie

- Maroc :
  - Terrestres et maritimes :
    - Algérie
    - Espagne
    - Mauritanie

  - Maritimes :
    - Portugal

- Îles Marshall :
  - Maritimes :
    - États-Unis
    - Kiribati
    - Micronésie
    - Nauru

- Maurice :
  - Maritimes :
    - France
    - Seychelles

- Mauritanie :
  - Terrestres :
    - Algérie
    - Mali

  - Terrestres et maritimes :
    - Maroc
    - Sénégal

  - Maritimes :
    - Cap-Vert

- Mexique :
  - Terrestres et maritimes :
    - Belize
    - États-Unis
    - Guatemala

  - Maritimes :
    - Cuba
    - Honduras

- États fédérés de Micronésie :
  - Maritimes :
    - États-Unis
    - Îles Marshall
    - Palaos
    - Papouasie-Nouvelle-Guinée

- Moldavie :
  - Terrestres :
    - Roumanie
    - Ukraine

- Monaco :
  - Terrestres et maritimes :
    - France

- Mongolie :
  - Terrestres :
    - Chine
    - Russie

- Monténégro :
  - Terrestres :
    - Bosnie-Herzégovine
    - Serbie

  - Terrestres et maritimes :
    - Albanie
    - Croatie

  - Maritimes :
    - Italie

- Mozambique :
  - Terrestres :
    - Malawi
    - Eswatini
    - Zambie
    - Zimbabwe

  - Terrestres et maritimes :
    - Afrique du Sud
    - Tanzanie

  - Maritimes :
    - Comores
    - Madagascar

### N
- Namibie :
  - Terrestres :
    - Botswana
    - Zambie

  - Terrestres et maritimes :
    - Afrique du Sud
    - Angola

- Nauru :
  - Maritimes :
    - Kiribati
    - Îles Marshall

- Népal :
  - Terrestres :
    - Chine
    - Inde

- Nicaragua :
  - Terrestres et maritimes :
    - Costa Rica
    - Honduras

  - Maritimes :
    - Colombie
    - Salvador

- Niger :
  - Terrestres :
    - Algérie
    - Bénin
    - Burkina Faso
    - Libye
    - Mali
    - Nigeria
    - Tchad

- Nigeria :
  - Terrestres :
    - Niger
    - Tchad

  - Terrestres et maritimes :
    - Bénin
    - Cameroun

  - Maritimes :
    - Sao Tomé-et-Principe

- Norvège :
  - Terrestres :
    - Finlande

  - Terrestres et maritimes :
    - Russie
    - Suède

  - Maritimes :
    - Danemark
    - Islande
    - Royaume-Uni

- Nouvelle-Zélande :
  - Maritimes :
    - Australie
    - France
    - Kiribati
    - Samoa
    - Tonga

### O
- Oman :
  - Terrestres :
    - Arabie saoudite

  - Terrestres et maritimes :
    - Émirats arabes unis
    - Yémen

  - Maritimes :
    - Iran
    - Pakistan

- Ouganda :
  - Terrestres :
    - Kenya
    - République démocratique du Congo
    - Rwanda
    - Soudan du Sud
    - Tanzanie

- Ouzbékistan :
  - Terrestres :
    - Afghanistan
    - Kazakhstan
    - Kirghizistan
    - Tadjikistan
    - Turkménistan

### P
- Pakistan :
  - Terrestres :
    - Afghanistan
    - Chine

  - Terrestres et maritimes :
    - Inde
    - Iran

  - Maritimes :
    - Oman

- Palaos :
  - Maritimes :
    - Indonésie
    - Micronésie
    - Philippines

- Panama :
  - Terrestres et maritimes :
    - Colombie
    - Costa Rica

- Papouasie-Nouvelle-Guinée :
  - Terrestres et maritimes :
    - Indonésie

  - Maritimes :
    - Australie
    - Micronésie
    - Salomon

- Paraguay :
  - Terrestres :
    - Argentine
    - Bolivie
    - Brésil

- Pays-Bas :
  - Terrestres et maritimes :
    - Allemagne
    - Belgique
    - France

  - Maritimes :
    - République dominicaine
    - Saint-Christophe-et-Niévès
    - Venezuela

- Pérou :
  - Terrestres :
    - Bolivie
    - Brésil

  - Terrestres et maritimes :
    - Chili
    - Colombie
    - Équateur

- Philippines :
  - Maritimes :
    - Chine
    - Indonésie
    - Japon
    - Malaisie
    - Palaos

- Pologne :
  - Terrestres :
    - Biélorussie
    - Lituanie
    - République tchèque
    - Slovaquie
    - Ukraine

  - Terrestres et maritimes :
    - Allemagne
    - Russie

  - Maritimes :
    - Danemark
    - Suède

- Portugal :
  - Terrestres et maritimes :
    - Espagne

  - Maritimes :
    - Maroc

### Q
- Qatar :
  - Terrestres et maritimes :
    - Arabie saoudite

  - Maritimes :
    - Bahreïn
    - Émirats arabes unis
    - Iran

### R
- République centrafricaine :
  - Terrestres :
    - Cameroun
    - République démocratique du Congo
    - République du Congo
    - Soudan
    - Soudan du Sud
    - Tchad

- République démocratique du Congo :
  - Terrestres :
    - Burundi
    - Ouganda
    - République centrafricaine
    - République du Congo
    - Rwanda
    - Soudan du Sud
    - Tanzanie
    - Zambie

  - Terrestres et maritimes :
    - Angola

- République dominicaine :
  - Terrestres et maritimes :
    - Haïti

  - Maritimes :
    - Colombie
    - États-Unis
    - Pays-Bas
    - Royaume-Uni
    - Venezuela

- République du Congo :
  - Terrestres :
    - Cameroun
    - Gabon
    - République centrafricaine
    - République démocratique du Congo

  - Terrestres et maritimes :
    - Angola

- République tchèque :
  - Terrestres :
    - Allemagne
    - Autriche
    - Pologne
    - Slovaquie

- Roumanie :
  - Terrestres :
    - Hongrie
    - Moldavie
    - Serbie

  - Terrestres et maritimes :
    - Bulgarie
    - Ukraine

- Royaume-Uni :
  - Terrestres et maritimes :
    - Chypre
    - Espagne
    - France[1]
    - Irlande

  - Maritimes :
    - Allemagne
    - Antigua-et-Barbuda
    - Argentine
    - Bahamas
    - Belgique
    - Cuba
    - Danemark
    - États-Unis
    - Jamaïque
    - Maldives
    - Norvège
    - République dominicaine
    - Saint-Christophe-et-Niévès
    - Venezuela

- Russie :
  - Terrestres :
    - Azerbaïdjan
    - Biélorussie
    - Chine
    - Kazakhstan
    - Lettonie
    - Mongolie

  - Terrestres et maritimes :
    - Corée du Nord
    - Estonie
    - Finlande
    - Géorgie
    - Lituanie
    - Norvège
    - Pologne
    - Ukraine

  - Maritimes :
    - États-Unis
    - Japon
    - Suède
    - Turquie

- Rwanda :
  - Terrestres :
    - Burundi
    - Ouganda
    - République démocratique du Congo
    - Tanzanie

### S
- Saint-Christophe-et-Niévès :
  - Maritimes :
    - Antigua-et-Barbuda
    - Pays-Bas
    - Royaume-Uni
    - Venezuela

- Sainte-Lucie :
  - Maritimes :
    - Barbade
    - France
    - Saint-Vincent-et-les-Grenadines
    - Venezuela

- Saint-Marin :
  - Terrestres :
    - Italie

- Saint-Vincent-et-les-Grenadines :
  - Maritimes :
    - Barbade
    - Grenade
    - Saint-Lucie
    - Trinité-et-Tobago
    - Venezuela

- Îles Salomon :
  - Maritimes :
    - Australie
    - Fidji
    - France
    - Papouasie-Nouvelle-Guinée
    - Vanuatu

- Salvador :
  - Terrestres et maritimes :
    - Guatemala
    - Honduras

  - Maritimes :
    - Nicaragua

- Samoa :
  - Maritimes :
    - États-Unis
    - France
    - Nouvelle-Zélande
    - Tonga

- Sao Tomé-et-Principe :
  - Maritimes :
    - Gabon
    - Guinée équatoriale
    - Nigeria

- Sénégal :
  - Terrestres :
    - Guinée
    - Mali

  - Terrestres et maritimes :
    - Gambie
    - Guinée-Bissau
    - Mauritanie

  - Maritimes :
    - Cap-Vert

- Serbie :
  - Terrestres :
    - Albanie
    - Bosnie-Herzégovine
    - Bulgarie
    - Croatie
    - Hongrie
    - Macédoine du Nord
    - Monténégro
    - Roumanie

- Seychelles :
  - Maritimes :
    - Comores
    - France
    - Madagascar
    - Maurice
    - Tanzanie

- Sierra Leone :
  - Terrestres et maritimes :
    - Guinée
    - Libéria

- Singapour :
  - Maritimes :
    - Indonésie
    - Malaisie

- Slovaquie :
  - Terrestres :
    - Autriche
    - Hongrie
    - Pologne
    - République tchèque
    - Ukraine

- Slovénie :
  - Terrestres :
    - Autriche
    - Hongrie

  - Terrestres et maritimes :
    - Croatie
    - Italie

- Somalie :
  - Terrestres :
    - Éthiopie

  - Terrestres et maritimes :
    - Djibouti
    - Kenya

  - Maritimes :
    - Yémen

- Soudan :
  - Terrestres :
    - Éthiopie
    - Libye
    - République centrafricaine
    - Soudan du Sud
    - Tchad

  - Terrestres et maritimes :
    - Égypte
    - Érythrée

  - Maritimes :
    - Arabie saoudite

- Soudan du Sud :
  - Terrestres :
    - Éthiopie
    - Kenya
    - Ouganda
    - République centrafricaine
    - République démocratique du Congo
    - Soudan

- Sri Lanka :
  - Maritimes :
    - Inde
    - Maldives

- Suède :
  - Terrestres et maritimes :
    - Finlande
    - Norvège

  - Maritimes :
    - Allemagne
    - Danemark
    - Estonie
    - Lettonie
    - Lituanie
    - Pologne
    - Russie

- Suisse :
  - Terrestres :
    - Allemagne
    - Autriche
    - France
    - Italie
    - Liechtenstein

- Suriname :
  - Terrestres :
    - Brésil

  - Terrestres et maritimes :
    - France
    - Guyana

- Syrie :
  - Terrestres :
    - Irak
    - Israël
    - Jordanie
    - Liban
    - Turquie

  - Maritimes :
    - Chypre

### T
- Tadjikistan :
  - Terrestres :
    - Afghanistan
    - Chine
    - Kirghizistan
    - Ouzbékistan

- Tanzanie :
  - Terrestres :
    - Burundi
    - Malawi
    - Ouganda
    - République démocratique du Congo
    - Rwanda
    - Zambie

  - Terrestres et maritimes :
    - Kenya
    - Mozambique

  - Maritimes :
    - Comores
    - Seychelles

- Tchad :
  - Terrestres :
    - Cameroun
    - Libye
    - Niger
    - Nigeria
    - République centrafricaine
    - Soudan

- Thaïlande :
  - Terrestres :
    - Laos

  - Terrestres et maritimes :
    - Birmanie
    - Cambodge
    - Malaisie

  - Maritimes :
    - Inde
    - Indonésie
    - Viêt Nam

- Timor oriental :
  - Terrestres et maritimes :
    - Indonésie

  - Maritimes :
    - Australie

- Togo :
  - Terrestres :
    - Burkina Faso

  - Terrestres et maritimes :
    - Bénin
    - Ghana

- Tonga :
  - Maritimes :
    - États-Unis
    - Fidji
    - France
    - Nouvelle-Zélande
    - Samoa

- Trinité-et-Tobago :
  - Maritimes :
    - Barbade
    - Grenade
    - Guyana
    - Saint-Vincent-et-les-Grenadines
    - Venezuela

- Tunisie :
  - Terrestres et maritimes :
    - Algérie
    - Libye

  - Maritimes :
    - Italie
    - Malte

- Turkménistan :
  - Terrestres :
    - Afghanistan
    - Iran
    - Kazakhstan
    - Ouzbékistan

- Turquie :
  - Terrestres :
    - Arménie
    - Azerbaïdjan
    - Irak
    - Iran
    - Syrie

  - Terrestres et maritimes :
    - Bulgarie
    - Géorgie
    - Grèce

  - Maritimes :
    - Chypre
    - Russie
    - Ukraine

- Tuvalu :
  - Maritimes :
    - Fidji
    - Kiribati

### U
- Ukraine :
  - Terrestres :
    - Biélorussie
    - Hongrie
    - Moldavie
    - Pologne
    - Slovaquie

  - Terrestres et maritimes :
    - Roumanie
    - Russie

  - Maritimes :
    - Turquie

- Uruguay :
  - Terrestres et maritimes :
    - Argentine
    - Brésil

### V
- Vanuatu :
  - Maritimes :
    - Fidji
    - France
    - Salomon

- Vatican :
  - Terrestres :
    - Italie

- Venezuela :
  - Terrestres :
    - Brésil

  - Terrestres et maritimes :
    - Colombie
    - Guyana

  - Maritimes :
    - Dominique
    - États-Unis
    - France
    - Grenade
    - Pays-Bas
    - République dominicaine
    - Royaume-Uni
    - Saint-Christophe-et-Niévès
    - Saint-Lucie
    - Saint-Vincent-et-les-Grenadines
    - Trinité-et-Tobago

- Viêt Nam :
  - Terrestres :
    - Laos

  - Terrestres et maritimes :
    - Cambodge
    - Chine

  - Maritimes :
    - Indonésie
    - Malaisie
    - Thaïlande

### Y
- Yémen :
  - Terrestres et maritimes :
    - Arabie saoudite
    - Oman

  - Maritimes :
    - Djibouti
    - Érythrée
    - Somalie

### Z
- Zambie :
  - Terrestres :
    - Angola
    - Botswana
    - Malawi
    - Mozambique
    - Namibie
    - République démocratique du Congo
    - Tanzanie
    - Zimbabwe

- Zimbabwe :
  - Terrestres :
    - Afrique du Sud
    - Botswana
    - Mozambique
    - Zambie